# Kabinett Den Uyl
Das Kabinett Den Uyl bildete vom 11. Mai 1973 bis 19. Dezember 1977 die Regierung der Niederlande. Es handelte sich um eine Koalition der sozialdemokratischen PvdA mit den beiden kleineren, progressiven Parteien PPR und D66, die unterstützt wurde durch die christdemokratischen Parteien KVP und ARP. Im Kabinett waren auch Mitglieder der KVP und ARP vertreten, aber – zumindest formal – nur in eigenem Namen, nicht als Vertreter ihrer Parteien.

## Zusammensetzung
Das Kabinett bestand aus 16 Ministern und 17 Staatssekretären.

### Minister
| Geschäftsbereich/Amt                                  | Minister                                               | Partei |
| ----------------------------------------------------- | ------------------------------------------------------ | ------ |
| allgemeine Angelegenheiten Ministerpräsident          | Joop den Uyl                                           | PvdA   |
| Justiz stellvertretender Ministerpräsident            | Dries van Agt bis 8. September 1977                    | KVP    |
| Justiz stellvertretender Ministerpräsident            | Wilhelm Friedrich de Gaay Fortman ab 8. September 1977 | ARP    |
| Äußeres                                               | Max van der Stoel                                      | PvdA   |
| Inneres Angelegenheiten der niederländischen Antillen | Wilhelm Friedrich de Gaay Fortman                      | ARP    |
| Bildung und Wissenschaft                              | Jos van Kemenade                                       | PvdA   |
| Finanzen                                              | Wim Duisenberg                                         | PvdA   |
| Verteidigung                                          | Henk Vredeling bis 31. Dezember 1976                   | PvdA   |
| Verteidigung                                          | Bram Stemerdink ab 31. Dezember 1976                   | PvdA   |
| Wohnungswesen und Raumordnung                         | Hans Gruijters                                         | D66    |
| Verkehr und Wasserwirtschaft                          | Tjerk Westerterp                                       | KVP    |
| Wirtschaft                                            | Ruud Lubbers                                           | KVP    |
| Landwirtschaft und Fischerei                          | Tiemen Brouwer bis 1. November 1973                    | KVP    |
| Landwirtschaft und Fischerei                          | Fons van der Stee ab 1. November 1973                  | KVP    |
| Soziales                                              | Jaap Boersma                                           | ARP    |
| Kultur, Freizeitgestaltung und Fürsorge               | Harry van Doorn                                        | PPR    |
| Gesundheit und Umwelt                                 | Irene Vorrink                                          | PvdA   |
| Entwicklungszusammenarbeit                            | Jan Pronk                                              | PvdA   |
| Wissenschaftspolitik                                  | Boy Trip                                               | PPR    |

### Staatssekretäre
| Geschäftsbereich                        | Staatssekretär                                            | Partei |
| --------------------------------------- | --------------------------------------------------------- | ------ |
| Äußeres                                 | Laurens Jan Brinkhorst bis 8. September 1977              | D66    |
| Äußeres                                 | Pieter Kooijmans                                          | ARP    |
| Justiz                                  | Jan Glastra van Loon 13. Juni 1973 bis 28. Mai 1975       | D66    |
| Justiz                                  | Henk Zeevalking 6. Juni 1975 bis 8. September 1977        | D66    |
| Inneres                                 | Wim Polak bis 1. Mai 1977                                 | PvdA   |
| Bildung und Wissenschaft                | Ger Klein bis 8. September 1977                           | PvdA   |
| Bildung und Wissenschaft                | Antoon Veerman bis 31. August 1975                        | ARP    |
| Bildung und Wissenschaft                | Klaas de Jong Ozn. ab 1. September 1975                   | ARP    |
| Finanzen                                | Aar de Goede                                              | D66    |
| Finanzen                                | Fons van der Stee bis 1. November 1973                    | KVP    |
| Finanzen                                | Martin van Rooijen 21. Dezember 1973 bis 14. Oktober 1977 | KVP    |
| Verteidigung                            | Joep Mommersteeg bis 28. Februar 1974                     | KVP    |
| Verteidigung                            | Cees van Lent ab 11. März 1974                            | KVP    |
| Verteidigung                            | Bram Stemerdink bis 31. Dezember 1976                     | PvdA   |
| Wohnungswesen und Raumordnung           | Jan Schaefer bis 8. September 1977                        | PvdA   |
| Wohnungswesen und Raumordnung           | Marcel van Dam bis 8. September 1977                      | PvdA   |
| Verkehr und Wasserwirtschaft            | Michel van Hulten                                         | PPR    |
| Wirtschaft                              | Ted Hazekamp bis 8. September 1977                        | KVP    |
| Soziales                                | Jan Mertens                                               | KVP    |
| Kultur, Freizeitgestaltung und Fürsorge | Wim Meijer bis 8. September 1977                          | PvdA   |
| Gesundheit und Umwelt                   | Jo Hendriks                                               | KVP    |